# ديسكوغرافيا فرقة ون دايركشن
أصدرت فرقة الفتيان البريطانية-الأيرلندية ون دايركشن 5 ألبومات إستديو، و2 ألبوم فيديو، و17 مقطع موسيقي، و17 أغنية منفردة (منهم أغنيتان خيريتان). وقعت الفرقة مع شركة سايمون كاول تسجيلات سايكو بعد التشكيل وإنهاء الحلقة الثالثة من الموسم السابع من مسابقة الغناء البريطاني التلفزيونية ذا إكس فاكتور في 2010. ومن ثم وقعت مع شركة كولومبيا للتسجيلات في أمريكا الشمالية. صُدر الفيلم الموسيقي الوثائقي ثلاثي الأبعاد ون دايركشن: هؤلاء نحن في 29 أغسطس 2013 في المملكة المتحدة، وفي 30 أغسطس من نفس العام في الولايات المتحدة. يصور الفيلم الفرقة وهي في طريقها أثناء جولتهم خذني إلى المنزل، ويوثق أصولهم وارتفاع شهرتهم.
صُدر ألبوم الفرقة الإستديو الأول مستيقظين طوال الليل في نوفمبر 2012. وتصدر اللوائح في ستة عشر دولة. كانت الأغنية المنفردة الرئيسية «ما يجعلك جميلة» نجاحا عالميا، وأحتلت المرتبة الأولي في تصنيف المملكة المتحدة للأغاني المنفردة، والمرتبة الرابعة في بيلبورد هوت 100 بالولايات المتحدة. ووُسمت أربع وست مرات بالبلاتين في الولايات المتحدة وأستراليا علي التوالي. ولاحقا أصبحت الأغاني المنفردة «يجب أن يكون أنت»، و«شئ واحد» من أعلي عشر الأغاني الناجحة في المملكة المتحدة. صُدر ألبوم الفرقة الإستديو الثاني خذني إلى المنزل في نوفمبر 2012. بيع من التسجيل 540,000 نسخة في أسبوعه الأول في الولايات المتحدة، وبلغ المرتبة الأولي في خمسة وثلاثون دولة. أصبحت أغنية الألبوم المنفردة الرئيسية «نعيش بينما نحن شباب» أعلي أغاني الفرقة في عدد من البلدان، وسجلت مبيعات عالية بالأسبوع الأول لأغنية لفنان غير أمريكي. وحققت الأغنيتان المنفردتان الناجحتان «أشياء قليلة»، و«اقبلك» نجاحا متوسطا
صُدر ألبوم الفريق الإستديو الثالث ذكريات منتصف الليل في 25 نوفمبر 2013. سبق صدور هذا الألبوم إصدار الأغنية المنفردة الرئيسية «أفضل أغنية علي الإطلاق»، والأغنية المنفردة الثانية «قصة حياتي». كان الألبوم نجاحا تجاريا باحتلاله المركز الأول في كل من: اللائحة الأسبوعية للألبومات الأعلى مبيعا في المملكة المتحدة، وبيلبورد 200. وهو ما جعل فرقة «ون دايركشن» أول فرقة في التاريخ تظهر أول ثلاث ألبومات لها لأول مرة في أعلي لائحة بيلبورد 200. مع صدور ألبومهم الرابع أربعة تم توسيع التسجيل الغنائي إلي أربع ألبومات علي التوالي في المركز الأول. سبق إصدار ألبومهم الخامس صنع في الصباح صدور الأغنية المنفردة الرئيسية يحبطني في أكتوبر 2015. أعلنت الفرقة عن الأغنية المنفردة الثانية من الألبوم «مثالي». بحلول عام 2017 باعت الفرقة حوالي 50 مليون تسجيل غنائي في جميع أنحاء العالم.

## الألبومات

### ألبومات الإستديو
| العنوان             | تفاصيل الألبوم                                                                          | أعلي المواضع باللائحة | أعلي المواضع باللائحة | أعلي المواضع باللائحة | أعلي المواضع باللائحة | أعلي المواضع باللائحة | أعلي المواضع باللائحة | أعلي المواضع باللائحة | أعلي المواضع باللائحة | أعلي المواضع باللائحة | أعلي المواضع باللائحة | المبيعات                                                                   | الشهادات |
| العنوان             | تفاصيل الألبوم                                                                          | المملكة المتحدة       | أستراليا              | بلجيكا                | كندا                  | الدنمارك              | أيرلندا               | هولندا                | نيوزيلندا             | السويد                | الولايات المتحدة      | المبيعات                                                                   | الشهادات |
| ------------------- | --------------------------------------------------------------------------------------- | --------------------- | --------------------- | --------------------- | --------------------- | --------------------- | --------------------- | --------------------- | --------------------- | --------------------- | --------------------- | -------------------------------------------------------------------------- | --- |
| مستيقظين طوال الليل | - الإصدار: 18 نوفمبر 2011 - الشركة: سايكو، كولومبيا - الأشكال: سي دي، تحميل رقمي        | 2                     | 1                     | 7                     | 1                     | 4                     | 1                     | 7                     | 1                     | 1                     | 1                     | - WW: 4,500,000 - المملكة المتحدة: 1,086,434 - الولايات المتحدة: 2,095,000 | - بي بي أي: 3× بلاتين - أريا: 5× بلاتين - إف أي إم أي: 2x بلاتين - جي إل إف: بلاتين - أي أر إم إيه - إم سي: 3× بلاتين - أر أي إيه إيه: 2× بلاتين - أر إم إن زيت: 3× بلاتين                                    |
| خذني إلى المنزل     | - الإصدار: 9 نوفمبر 2012 - الشركة: سايكو، كولومبيا - الأشكال: سي دي، تحميل رقمي         | 1                     | 1                     | 1                     | 1                     | 1                     | 1                     | 1                     | 1                     | 1                     | 1                     | - WW: 4,400,000 - المملكة المتحدة: 1,027,538 - الولايات المتحدة: 2,043,000 | - بي بي أي: 3× بلاتين - أريا: 3× بلاتين - إف أي إم أي: 2x بلاتين - جي إل إف: 2× بلاتين - أي أر إم إيه:3× بلاتين - إم سي: 3× بلاتين - إن في بي أي: بلاتين - أر أي إيه إيه: 2× بلاتين - أر إم إن زيت: 2× بلاتين |
| ذكريات منتصف الليل  | - الإصدار: 25 نوفمبر 2013 - الشركة: سايكو، كولومبيا - الأشكال: سي دي، إل بي، تحميل رقمي | 1                     | 1                     | 1                     | 1                     | 1                     | 1                     | 2                     | 2                     | 1                     | 1                     | - WW: 4,000,000 - المملكة المتحدة: 962,000 - الولايات المتحدة: 1,552,000   | - بي بي أي: 3× بلاتين - أريا: 2× بلاتين - جي إل إف: 2× بلاتين - إف أي إم أي: 3x بلاتين - أي أر إم إيه: 3× بلاتين - إم سي: 2× بلاتين - أر أي إيه إيه: بلاتين - أر إم إن زيت: بلاتين                            |
| أربعة               | - الإصدار: 17 نوفمبر 2013 - الشركة: سايكو، كولومبيا - الأشكال: سي دي، إل بي، تحميل رقمي | 1                     | 1                     | 1                     | 1                     | 1                     | 1                     | 1                     | 1                     | 1                     | 1                     | - WW: 3,200,000 - كندا: 98,000 - الولايات المتحدة: 1,064,000               | - بي بي أي: 2× بلاتين - أريا: 2× بلاتين - جي إل إف: بلاتين - إف أي إم أي: 2x بلاتين - إم سي: بلاتين - أر أي إيه إيه: بلاتين - أر إم إن زيت: بلاتين                                                            |
| صنع في الصباح       | - الإصدار: 13 نوفمبر 2015 - الشركة: سايكو، كولومبيا - الأشكال: سي دي، إل بي، تحميل رقمي | 1                     | 2                     | 1                     | 2                     | 4                     | 1                     | 3                     | 2                     | 2                     | 2                     | - المملكة المتحدة: 346,000 - الولايات المتحدة: 853,000                     | - بي بي أي: بلاتين - أريا: بلاتين - إف أي إم أي: بلاتين - جي إل إف: ذهب - إم سي: بلاتين - أر أي إيه إيه: بلاتين - أر إم إن زيت: ذهب                                                                           |

### ألبومات فيديو
| العنوان                           | تفاصيل الألبوم                                                                  | أعلي المواضع باللائحة | أعلي المواضع باللائحة | أعلي المواضع باللائحة | أعلي المواضع باللائحة | المبيعات                  | الشهادات                                                                               |
| العنوان                           | تفاصيل الألبوم                                                                  | المملكة المتحدة       | أستراليا              | إم سي                 | الولايات المتحدة      | المبيعات                  | الشهادات                                                                               |
| --------------------------------- | ------------------------------------------------------------------------------- | --------------------- | --------------------- | --------------------- | --------------------- | ------------------------- | -------------------------------------------------------------------------------------- |
| مستيقظين طوال الليل: الجولة الحية | - الإصدار: 28 مايو 2012 - الشركة: سايكو، كولومبيا - الأشكال: دي في دي           | 6                     | 1                     | 1                     | 1                     | - المملكة المتحدة: 61,000 | - بي بي أي: 2× بلاتين - أريا: 10× بلاتين - إم سي: 6× بلاتين - أر أي إيه إيه: 2× بلاتين |
| ون دايركشن: أين نحن               | - الإصدار: 1 ديسمبر 2014 - الشركة: سايكو، كولومبيا - الأشكال: دي في دي، بلو راي | 1                     | 1                     | —                     | 1                     |                           | - بي بي أي: 2× بلاتين - أريا: 4× بلاتين - أر أي إيه إيه: بلاتين                        |

## أسطوانات مطولة
| العنوان                                               | تفاصيل الأسطوانة المطولة                                                | أعلي المواضع باللائحة | أعلي المواضع باللائحة |
| العنوان                                               | تفاصيل الأسطوانة المطولة                                                | الولايات المتحدة      | فرنسا                 |
| ----------------------------------------------------- | ----------------------------------------------------------------------- | --------------------- | --------------------- |
| مهرجان آي تيونز: لندن 2012                            | - الإصدار: 20 سبتمبر 2012 - الشركة: تسجيلات سايكو - الأشكال: تحميل رقمي | 140                   | —                     |
| نعيش بينما نحن شباب أسطوانة مطولة                     | - الإصدار: 28 سبتمبر 2012 - الشركة: سايكو - الأشكال: تحميل رقمي         | —                     | 73                    |
| أفضل أغنية علي الإطلاق (من "هؤلاء نحن") أسطوانة مطولة | - الإصدار: 19 يوليو 2013 - الشركة: سايكو - الأشكال: تحميل رقمي          | —                     | —                     |
| ذكريات منتصف الليل أسطوانة مطولة                      | - الإصدار: 7 مارس 2014 - الشركة: سايكو - الأشكال: تحميل رقمي            | —                     | —                     |
| أنت وأنا أسطوانة مطولة                                | - الإصدار: 23 مايو 2014 - الشركة: سايكو - الأشكال: تحميل رقمي           | —                     | —                     |
| مثالي أسطوانة مطولة                                   | - الإصدار: 22 أكتوبر 2015 - الشركة: سايكو - الأشكال: تحميل رقمي         | —                     | —                     |

## الأغاني المنفردة

### كفنان رئيسي
| العنوان                            | السنة | أعلي المواضع باللائحة | أعلي المواضع باللائحة | أعلي المواضع باللائحة | أعلي المواضع باللائحة | أعلي المواضع باللائحة | أعلي المواضع باللائحة | أعلي المواضع باللائحة | أعلي المواضع باللائحة | أعلي المواضع باللائحة | أعلي المواضع باللائحة | الشهادات | الألبوم             |
| العنوان                            | السنة | المملكة المتحدة       | أستراليا              | بلجيكا                | كندا                  | الدنمارك              | أيرلندا               | هولندا                | نيوزيلندا             | السويد                | الولايات المتحدة      | الشهادات | الألبوم             |
| ---------------------------------- | ----- | --------------------- | --------------------- | --------------------- | --------------------- | --------------------- | --------------------- | --------------------- | --------------------- | --------------------- | --------------------- | --- | ------------------- |
| "ما يجعلك جميلة"                   | 2011  | 1                     | 7                     | 8                     | 7                     | 26                    | 1                     | 63                    | 2                     | 29                    | 4                     | - بي بي أي: 3× بلاتين - أريا: 7× بلاتين - بي إي إيه: ذهب - إف أي إم أي: بلاتين - جي إل إف: 4× بلاتين - إم سي: 8× بلاتين - أر أي إيه إيه: 4× بلاتين - أر إم إن زيت: 2× بلاتين | مستيقظين طوال الليل |
| "يجب أن يكون أنت"                  | 2011  | 3                     | —                     | —                     | —                     | —                     | 3                     | —                     | —                     | —                     | —[A]                  | - بي بي أي: فضة | مستيقظين طوال الليل |
| "شئ واحد"                          | 2012  | 9                     | 3                     | 37                    | 17                    | —                     | 6                     | 72                    | 16                    | —                     | 39                    | - بي بي أي: فضة - أريا: 4× بلاتين - إف أي إم أي: ذهب - إم سي: 3× بلاتين - أر أي إيه إيه: بلاتين - أر إم إن زيت: ذهب                                                          | مستيقظين طوال الليل |
| "أكثر من ذلك"                      | 2012  | 86                    | 49                    | —                     | —                     | —                     | 39                    | —                     | —                     | —                     | —                     | - أريا: ذهب | مستيقظين طوال الليل |
| "نعيش بينما نحن شباب"              | 2012  | 3                     | 2                     | 7                     | 2                     | 4                     | 1                     | 3                     | 1                     | 23                    | 3                     | - بي بي أي: ذهب - أريا: 2× بلاتين - إف أي إم أي: ذهب - جي إل إف: بلاتين - إم سي: 2× بلاتين - أر أي إيه إيه: بلاتين - أر إم إن زيت: بلاتين                                    | خذني إلى المنزل     |
| "أشياء قليلة"                      | 2012  | 1                     | 9                     | 30                    | 20                    | 23                    | 2                     | —                     | 2                     | 27                    | 33                    | - بي بي أي: بلاتين - أريا: 2× بلاتين - جي إل إف: بلاتين - إم سي: 2× بلاتين - أر أي إيه إيه: بلاتين - أر إم إن زيت: ذهب                                                       | خذني إلى المنزل     |
| "اقبلك"                            | 2013  | 9                     | 13                    | 30                    | 30                    | 24                    | 7                     | 30                    | 13                    | 50                    | 46                    | - بي بي أي: ذهب - أريا: بلاتين - جي إل إف: بلاتين - إم سي: 2× بلاتين - أر أي إيه إيه: ذهب - أر إم إن زيت: ذهب                                                                | خذني إلى المنزل     |
| "بطريقة أو بأخرى (ركلات المراهقة)" | 2013  | 1                     | 3                     | 5                     | 9                     | 1                     | 1                     | 1                     | 3                     | 28                    | 13                    | - بي بي أي: ذهب - أريا: 2× بلاتين - بي إي إيه: ذهب - إف أي إم أي: ذهب - جي إل إف: ذهب - إم سي: بلاتين - أر أي إيه إيه: ذهب - أر إم إن زيت: ذهب                               | ذكريات منتصف الليل  |
| "أفضل أغنية علي الإطلاق"           | 2013  | 2                     | 4                     | 12                    | 2                     | 2                     | 2                     | 5                     | 3                     | 22                    | 2                     | - بي بي أي: بلاتين - أريا: بلاتين - إف أي إم أي: ذهب - جي إل إف: ذهب - إم سي: 2× بلاتين - أر أي إيه إيه: بلاتين - أر إم إن زيت: ذهب                                          | ذكريات منتصف الليل  |
| "قصة حياتي"                        | 2013  | 2                     | 3                     | 3                     | 3                     | 1                     | 1                     | 3                     | 1                     | 8                     | 6                     | - بي بي أي: بلاتين - أريا: 2× بلاتين - إف أي إم أي: بلاتين - جي إل إف: ذهب - إم سي: 4× بلاتين - أر أي إيه إيه: 3× بلاتين - أر إم إن زيت: بلاتين                              | ذكريات منتصف الليل  |
| "ذكريات منتصف الليل"               | 2014  | 39                    | 45                    | 4                     | 35                    | 2                     | 3                     | 5                     | 3                     | —                     | 12                    | - بي بي أي: فضة | ذكريات منتصف الليل  |
| "أنت وأنا"                         | 2014  | 19                    | 23                    | 17                    | 78                    | 38                    | 7                     | 32                    | 22                    | 21                    | 68                    | - بي بي أي: فضة - إف أي إم أي: ذهب | ذكريات منتصف الليل  |
| "سرقة فتاتي"                       | 2014  | 3                     | 9                     | 15                    | 16                    | 1                     | 3                     | 31                    | 9                     | 18                    | 13                    | - بي بي أي: بلاتين - أريا: بلاتين - إف أي إم أي: ذهب - إم سي: بلاتين - أر إم إن زيت: ذهب - أر أي إيه إيه: ذهب                                                                | أربعة               |
| "تغيرات الليل"                     | 2014  | 7                     | 33                    | —[N]                  | 20                    | —                     | 13                    | 76                    | 11                    | 40                    | 31                    | - بي بي أي: بلاتين - أريا: ذهب - إف أي إم أي: ذهب - إم سي: بلاتين - أر إم إن زيت: ذهب - أر أي إيه إيه: بلاتين                                                                | أربعة               |
| "يحبطني"                           | 2015  | 1                     | 1                     | 5                     | 4                     | 5                     | 1                     | 5                     | 1                     | 6                     | 3                     | - بي بي أي: بلاتين - أريا: 2x بلاتين - إف أي إم أي: 2x بلاتين - جي إل إف: بلاتين - إم سي: 3× بلاتين - أر إم إن زيت: ذهب                                                      | صنع في الصباح       |
| "مثالي"                            | 2015  | 2                     | 4                     | 9                     | 13                    | 25                    | 1                     | 28                    | 7                     | 12                    | 10                    | - بي بي أي: بلاتين - أريا: 2× بلاتين - إف أي إم أي: بلاتين - إم سي: 2× بلاتين - أر إم إن زيت: بلاتين                                                                         | صنع في الصباح       |
| "تاريخ"                            | 2015  | 6                     | 25                    | 44                    | 46                    | —                     | 8                     | 72                    | 14                    | 63                    | 65                    | - بي بي أي: بلاتين - أريا: ذهب - إف أي إم أي: ذهب - إم سي: ذهب - أر إم إن زيت: بلاتين                                                                                        | صنع في الصباح       |

### كفنان مميز
| العنوان                                                                               | السنة | أعلي المواضع باللائحة | أعلي المواضع باللائحة | أعلي المواضع باللائحة | أعلي المواضع باللائحة | أعلي المواضع باللائحة | أعلي المواضع باللائحة | أعلي المواضع باللائحة | أعلي المواضع باللائحة | أعلي المواضع باللائحة | ملاحظات                                                  |
| العنوان                                                                               | السنة | المملكة المتحدة       | أستراليا              | بلجيكا                | كندا                  | الدنمارك              | أيرلندا               | هولندا                | نيوزيلندا             | الولايات المتحدة      | ملاحظات                                                  |
| ------------------------------------------------------------------------------------- | ----- | --------------------- | --------------------- | --------------------- | --------------------- | --------------------- | --------------------- | --------------------- | --------------------- | --------------------- | -------------------------------------------------------- |
| ""أبطال"" (كجزء من نهائيات الإكس فاكتور لعام 2010)                                    | 2010  | 1                     | —                     | —                     | —                     | —                     | 1                     | —                     | —                     | —                     | - أغنية منفردة خيرية من أجل منظمة مساعدة للأبطال.        |
| "متمنيا علي نجمة" (نهائيات الإكس فاكتور لعام 2011 مع فريق جاي إل إس وفريق ون دايركشن) | 2011  | 1                     | —                     | —                     | —                     | —                     | 1                     | —                     | —                     | —                     | - أغنية منفردة خيرية من أجل العرض معا لفترة قصيرة مباشر. |
| "الله أعلم" (كجزء من البي بي سي للموسيقى والأصدقاء)                                   | 2014  | 20                    | —                     | —                     | —                     | —                     | 77                    | —                     | —                     | —                     | - أغنية منفردة خيرية من أجل منظمة الأطفال المحتاجون.     |
| "هل يعلمون أنه عيد الميلاد؟" (كجزء من فريق باند إيد 30)                               | 2014  | 1                     | 3                     | 1                     | 8                     | 35                    | 1                     | 4                     | 2                     | 63                    | - أغنية منفردة خيرية من أجل أزمة الإيبولا.               |

### الأغاني المنفردة الترويجية
| العنوان                    | السنة | أعلي المواضع باللائحة | أعلي المواضع باللائحة | أعلي المواضع باللائحة | أعلي المواضع باللائحة | أعلي المواضع باللائحة | أعلي المواضع باللائحة | أعلي المواضع باللائحة | أعلي المواضع باللائحة | أعلي المواضع باللائحة | أعلي المواضع باللائحة | الشهادات           | الألبوم             |
| العنوان                    | السنة | المملكة المتحدة       | أستراليا              | بلجيكا                | كندا                  | الدنمارك              | أيرلندا               | هولندا                | نيوزيلندا             | الولايات المتحدة      |                       | الشهادات           | الألبوم             |
| -------------------------- | ----- | --------------------- | --------------------- | --------------------- | --------------------- | --------------------- | --------------------- | --------------------- | --------------------- | --------------------- | --------------------- | ------------------ | ------------------- |
| "ديانا"                    | 2013  | 58                    | —[M]                  | 3                     | 23                    | 1                     | 2                     | 3                     | 2                     | 55                    | 11                    |                    | ذكريات منتصف الليل  |
| "قوي"                      | 2013  | 48                    | —                     | 6                     | 44                    | 3                     | 22                    | 4                     | 1                     | 58                    | 87                    |                    | ذكريات منتصف الليل  |
| "مستعد للانطلاق"           | 2014  | 44                    | —                     | —                     | 60                    | 10                    | —                     | —                     | 29                    | 58                    | 77                    |                    | أربعة               |
| "أين تذهب القلوب المكسورة" | 2014  | 47                    | —                     | —                     | 90                    | —                     | 69                    | —                     | —                     | —                     | 88                    |                    | أربعة               |
| "18"                       | 2014  | 45                    | —                     | —                     | 84                    | —                     | 84                    | —                     | —                     | 46                    | 87                    |                    | أربعة               |
| "الفتاة المُباركة"          | 2014  | 65                    | —                     | —                     | —                     | —                     | —                     | —                     | —                     | —                     | —                     |                    | أربعة               |
| "ذهب الحمقي"               | 2014  | 74                    | —                     | —                     | —                     | —                     | —                     | —                     | —                     | —                     | —                     |                    | أربعة               |
| "اللامحدودية"              | 2015  | 36                    | 22                    | —                     | 40                    | —                     | 38                    | 59                    | 28                    | 42                    | 54                    | - إف أي إم أي: ذهب | صنع في الصباح       |
| "الوطن"                    | 2015  | 96                    | 48                    | 37                    | —                     | —                     | 84                    | —                     | —                     | —                     | 74                    |                    | مثالي أسطوانة مطولة |
| "نهاية اليوم"              | 2015  | 73                    | 58                    | —                     | 67                    | —                     | 41                    | 96                    | —[B]                  | 59                    | —[P]                  |                    | صنع في الصباح       |
| "أحبك وداعا"               | 2015  | 78                    | 75                    | —                     | 80                    | —                     | 45                    | —                     | —                     | 71                    | —[Q]                  |                    | صنع في الصباح       |
| "ياله من شعور"             | 2015  | 90                    | 77                    | —                     | —                     | —                     | 59                    | 94                    | —                     | 74                    | —[R]                  |                    | صنع في الصباح       |

## أغاني أخري مرسومة باللائحة
| العنوان                     | السنة | أعلي المواضع باللائحة | أعلي المواضع باللائحة | أعلي المواضع باللائحة | أعلي المواضع باللائحة | أعلي المواضع باللائحة | أعلي المواضع باللائحة | أعلي المواضع باللائحة | أعلي المواضع باللائحة | أعلي المواضع باللائحة | الألبوم             |
| العنوان                     | السنة | المملكة المتحدة       | أستراليا              | بلجيكا                | كندا                  | الدنمارك              | أيرلندا               | هولندا                | نيوزيلندا             | الولايات المتحدة      | الألبوم             |
| --------------------------- | ----- | --------------------- | --------------------- | --------------------- | --------------------- | --------------------- | --------------------- | --------------------- | --------------------- | --------------------- | ------------------- |
| "نا نا نا"                  | 2011  | —                     | 86                    | —                     | —                     | 27                    | —                     | —                     | —                     | —                     | مستيقظين طوال الليل |
| "عالم آخر"                  | 2011  | 85                    | 66                    | —                     | —                     | —                     | —                     | —                     | —                     | —                     | مستيقظين طوال الليل |
| "لحظات"                     | 2011  | 118                   | 60                    | —                     | 87                    | —                     | —                     | —                     | —                     | —                     | مستيقظين طوال الليل |
| "انهض"                      | 2011  | —                     | 80                    | —                     | —                     | —                     | —                     | —                     | —                     | —                     | مستيقظين طوال الليل |
| "مستيقظين طوال الليل"       | 2011  | —                     | —                     | —                     | —                     | —                     | —                     | —                     | —                     | —[C]                  | مستيقظين طوال الليل |
| "كان يجب أن اقبلك"          | 2012  | 55                    | 71                    | —                     | —                     | —                     | —                     | 27                    | —                     | —                     | مستيقظين طوال الليل |
| "لا أحد يقارن"              | 2012  | 174                   | —                     | —                     | 79                    | —                     | —                     | —                     | —                     | —[D]                  | خذني إلى المنزل     |
| "هي ليست خائفة"             | 2012  | 171                   | —                     | —                     | 89                    | —                     | —                     | —                     | —                     | —[E]                  | خذني إلى المنزل     |
| "مازلت الأول"               | 2012  | 197                   | —                     | —                     | 97                    | —                     | —                     | —                     | —                     | —[F]                  | خذني إلى المنزل     |
| "نوبة قلبية"                | 2012  | —                     | —                     | —                     | 100                   | —                     | —                     | —                     | —                     | —[G]                  | خذني إلى المنزل     |
| "اجعليني ارقص"              | 2012  | —                     | —                     | —                     | —                     | —                     | —                     | —                     | —                     | 98                    | خذني إلى المنزل     |
| "هم لا يعرفون عنا"          | 2012  | —                     | —                     | —                     | —                     | —                     | —                     | —                     | —                     | —[H]                  | خذني إلى المنزل     |
| "القبلة الأولي والأخيرة"    | 2012  | —                     | —                     | —                     | —                     | —                     | —                     | —                     | —                     | —[I]                  | خذني إلى المنزل     |
| "أحببتك أولا"               | 2012  | —                     | —                     | —                     | —                     | —                     | —                     | —                     | —                     | —[J]                  | خذني إلى المنزل     |
| "أود"                       | 2012  | —                     | —                     | —                     | —                     | —                     | —                     | —                     | —                     | —[K]                  | خذني إلى المنزل     |
| "تعالي تعالي"               | 2012  | —                     | —                     | —                     | —                     | —                     | —                     | —                     | —                     | —[L]                  | خذني إلى المنزل     |
| "لا تنسي أين أنت تنتمي"     | 2013  | 21                    | —                     | 26                    | —                     | 51                    | 31                    | —                     | —                     | —                     | ذكريات منتصف الليل  |
| "نصف قلب"                   | 2013  | 108                   | —                     | —                     | —                     | 82                    | —                     | —                     | —                     | —                     | ذكريات منتصف الليل  |
| "علي قيد الحياة"            | 2013  | 150                   | —                     | —                     | —                     | —                     | —                     | —                     | —                     | —                     | ذكريات منتصف الليل  |
| "أفضل من الكلمات"           | 2013  | 185                   | —                     | —                     | —                     | —                     | —                     | —                     | —                     | —                     | ذكريات منتصف الليل  |
| "هل يعلم؟"                  | 2013  | 130                   | —                     | —                     | —                     | —                     | —                     | —                     | —                     | —                     | ذكريات منتصف الليل  |
| "بسعادة"                    | 2013  | 120                   | —                     | —                     | —                     | —                     | —                     | —                     | 35                    | —                     | ذكريات منتصف الليل  |
| "فستان أسود صغير"           | 2013  | 177                   | —                     | —                     | —                     | —                     | —                     | —                     | —                     | —                     | ذكريات منتصف الليل  |
| "أكاذيب بيضاء صغيرة"        | 2013  | 149                   | —                     | —                     | —                     | —                     | —                     | —                     | —                     | —                     | ذكريات منتصف الليل  |
| "في الحال"                  | 2013  | 173                   | —                     | —                     | —                     | —                     | —                     | —                     | —                     | —                     | ذكريات منتصف الليل  |
| "خلال الظلام"               | 2013  | 175                   | —                     | —                     | —                     | —                     | —                     | —                     | —                     | —                     | ذكريات منتصف الليل  |
| "لماذا لا نذهب إلي هناك"    | 2013  | 156                   | —                     | —                     | —                     | —                     | —                     | —                     | —                     | —                     | ذكريات منتصف الليل  |
| "مضاد للهب"                 | 2014  | 92                    | —                     | —                     | —                     | —                     | —                     | —                     | —                     | —[O]                  | أربعة               |
| "متلازمة ستوكهولم"          | 2014  | 107                   | —                     | —                     | —                     | —                     | —                     | —                     | 31                    | 99                    | أربعة               |
| "تغيير تذكرتك"              | 2014  | 149                   | —                     | —                     | —                     | —                     | —                     | —                     | —                     | —                     | أربعة               |
| "سحاب"                      | 2014  | 183                   | —                     | —                     | —                     | —                     | —                     | —                     | —                     | —                     | أربعة               |
| "وهم"                       | 2014  | 181                   | —                     | —                     | —                     | —                     | —                     | —                     | —                     | —                     | أربعة               |
| "لا تحكم"                   | 2014  | 135                   | —                     | —                     | —                     | —                     | —                     | —                     | —                     | —                     | أربعة               |
| "مرة واحدة في العمر"        | 2014  | 170                   | —                     | —                     | —                     | —                     | —                     | —                     | —                     | —                     | أربعة               |
| "مسافات"                    | 2014  | 160                   | —                     | —                     | —                     | —                     | —                     | —                     | —                     | —                     | أربعة               |
| "أتصرف مثل عمري"            | 2014  | 140                   | —                     | —                     | —                     | —                     | —                     | —                     | —                     | —                     | أربعة               |
| "لو استطيع الطيران"         | 2015  | 79                    | —                     | —                     | 70                    | 53                    | 89                    | —                     | 58                    | 83                    | صنع في الصباح       |
| "أوليفيا"                   | 2015  | 72                    | —                     | —                     | 84                    | 55                    | —                     | —                     | 76                    | 87                    | صنع في الصباح       |
| "الصباح"                    | 2015  | 83                    | —                     | —                     | 81                    | 62                    | —                     | —                     | 78                    | 94                    | صنع في الصباح       |
| "غير كافي"                  | 2015  | 89                    | —                     | —                     | 100                   | 65                    | —                     | —                     | 89                    | 100                   | صنع في الصباح       |
| "إصلاح مؤقت"                | 2015  | 86                    | —                     | —                     | —                     | 69                    | —                     | —                     | 96                    | 96                    | صنع في الصباح       |
| "أيتها الملائكة"            | 2015  | 96                    | —                     | —                     | 98                    | 76                    | —                     | —                     | 99                    | —[S]                  | صنع في الصباح       |
| "أنا أريد أن أكتب لك أغنية" | 2015  | 103                   | —                     | —                     | 97                    | 77                    | —                     | —                     | 94                    | —[T]                  | صنع في الصباح       |
| "ذئاب"                      | 2015  | 99                    | —                     | —                     | —                     | 78                    | —                     | —                     | —                     | —[U]                  | صنع في الصباح       |
| "المشي في الريح"            | 2015  | 104                   | —                     | —                     | —                     | 79                    | —                     | —                     | —                     | —[V]                  | صنع في الصباح       |
| "طريق طويل للأسفل"          | 2015  | 106                   | —                     | —                     | —                     | 99                    | —                     | —                     | —                     | —[W]                  | صنع في الصباح       |

## فيديوهات موسيقية
| العنوان                            | السنة | المخرج                              |
| ---------------------------------- | ----- | ----------------------------------- |
| "ما يجعلك جميلة"                   | 2011  | جون أوربانو                         |
| "يجب أن يكون أنت"                  | 2011  | جون أوربانو                         |
| "شئ واحد"                          | 2012  | ديكلان وايت بلوم                    |
| "أكثر من ذلك"                      | 2012  | أندي سوندرز                         |
| "نعيش بينما نحن شباب"              | 2012  | فوغان أرنيل                         |
| "أشياء قليلة"                      | 2012  | فوغان أرنيل                         |
| "اقبلك"                            | 2013  | فوغان أرنيل                         |
| "بطريقة أو بأخرى (ركلات المراهقة)" | 2013  | ون دايركشن                          |
| "أفضل أغنية علي الإطلاق"           | 2013  | بن وينستون                          |
| "قصة حياتي"                        | 2013  | بن وينستون                          |
| "ذكريات منتصف الليل"               | 2014  | بن وينستون                          |
| "أنت وأنا"                         | 2014  | بن وينستون                          |
| "سرقة فتاتي"                       | 2014  | بن تيرنر غابي تيرنر                 |
| "تغيرات الليل"                     | 2014  | بن وينستون                          |
| "يحبطني"                           | 2015  | بن تيرنر غابي تيرنر                 |
| "مثالي"                            | 2015  | سوفي مولر                           |
| "تاريخ"                            | 2016  | بن وينستون كالفين أوراند غابي تيرنر |